# Дубковская волость
Дубковская волость — историческая административно-территориальная единица в составе в Покровского уезда Владимирской губернии. Существовала до 1924 года. Волостной центр — село Дубки. Ныне территория Кольчугинском районе Владимирской области России.

## История
В середине XII — начале XIII веков территория принадлежала Ростово-Суздальскому княжеству.

## Населённые пункты
По данным на 1905 год из книги Список населённых мест Владимирской губернии в Дубковскую волость входили следующие населённые места:

- Абабурово
- Александровка
- Алексеевка
- Барановка
- Веледьевка
- Горбатовка
- Григорово (малое сельцо, при нём усадьба Калемина)
- Гриденка
- Дубки (село, при нём усадьба «Крутые»)
- Дюковка
- Ельцино
- Лаврениха
- Лаврово
- Максимцево
- Некрасовка
- Новино
- Павловка
- Поляны (сельцо)
- Святково (село)
- Скородумка
- Соболи (при деревне лесные сторожки М. М. Зотова, В. В. Столярова, Семянина)
- Спас Железный Посох (погост)
- Сукманиха (при деревне лесные сторожки М. М. Зотова, Д. В. Зотова)
- Сычевка
- Танеево (сельцо быв. г. Наумова и г. Араповой)
- Троица
- Фотино
- Хуторы посёлок (Вишенки)

## Волостное правление
По данным на 1900 год: волостной старшина — Леонтий Иванович Фролов, писарь — Григорий Николаевич Жуков.
По данным на 1910 год: волостной старшина — Александр Андреев, писарь — Александр Скворцов

## Население
В 1890 году Дубковская волость Покровского уезда включает 6750 десятин крестьянской земли, 28 селений, 684 крестьянских дворов (22 не крестьянских), 1919 душ обоего пола. Административным центром волости было село Дубки.

## Экономика

### Конные заводы
С 1859 года в селе Дубки конный завод статского советника Владимира Ивановича Курута. Жеребцов рысистой породы — 3, маток — 19.

### Промыслы
По данным на 1895 год общее число жителей волости — 4003 человек, из них отхожими промыслами (сезонные фабричные рабочие, портные, плотники) занимается 1107. Плотники уходили на работу в Москву. В деревнях Сычёвка и Павловка занимались кожевенным производством.

#### Портные
В начале XX века, портняжное мастерство — преимущественно отхожий промысел. В 1908 году из 486 портных Покровского уезда дома работали только только 23,5 %. Главный район портняжества — Дубковская волость, 68 % портных были оттуда. На промысел портные уходили из дома 1 сентября — 1 октября. На Рождество возвращались на 2 недели домой, те, у которых мало дома рабочих рук, оставались для молотьбы и прочих полевых работ до 1-й недели великого поста. Затем приходили на 1 неделю на Пасху и частью оставались в деревнях на все лето до осени, частью уходили попортняжить до Петрова дня.

#### Сбор на полях диких камней
В начале XX века осенью собирали на полях мелкие камни и складывали их в кучи у края дороги, зимой крестьяне продавали их на ближайших железнодорожных станциях. Сбором камней занимались в северных волостях уезда: Дубковской, Жаровской, Жердевской, Коробовщинской, Овчининской, Фуниково-Горской. Камень продавали по 13—18 рублей за кубический сажень.